# Stanisław Nagórski
Stanisław Nagórski herbu Ostoja (zm. w 1706 roku) – porucznik jazdy, stolnik bełski w 1698 roku, podstoli nowogrodzki siewierski w latach 1697–1698, poseł na sejmy.

## Życiorys
Pochodził z rodziny Nagórskich, wchodzącej w skład rodu heraldycznego Ostojów. Był synem Maryana. W latach 80. XVII wieku rozpoczął służbę w wojskach koronnych jako towarzysz jazdy. Uczestniczył w wojnie polsko-tureckiej - w kampanii mołdawskiej 1686 roku oraz w kampanii kamienieckiej rok później. W walkach z Tatarami był raniony w szyję. W latach 1687–1696 był porucznikiem w chorągwi pancernej Michała Warszyckiego, wojewody sandomierskiego oraz Atanazego Miączyńskiego, podskarbiego nadwornego. W roku 1693 dowodził pięcioma chorągwiami jazdy z polecenia hetmana wielkiego Stanisława Jabłonowskiego, których celem była kontrola szlaków tatarskich w okolicy Jazłowca. Pełnił ważne funkcje publiczne. Był w latach 1697–1698 podstolim nowogrodzkim siewierskim a także w roku 1698 tytułował się stolnikiem bełskim. Był posłem na sejm elekcyjny 1697 roku z województwa bełskiego oraz na Sejm 1701/1702 roku z województwa bełskiego.
Był elektorem Augusta II Mocnego z województwa bełskiego w 1697 roku.